# Massè (Adja-ouèrè)
Massè est un arrondissement du Département du Plateau au Bénin.

## Géographie
Massè est une division administrative sous la juridiction de la commune de Adja-Ouèrè,.

## Démographie
Selon le recensement de la population réalisé par l'Institut national de la statistique du Bénin en 2013, Massè a une population de 25938 habitants, dont 13107 hommes et 12831 femmes, répartis dans 2261 ménages.